# 农笋
农笋（Non Suon，？—1976年），柬埔寨政治人物、共产主义者。
农笋原为贡布省的农民。1946年，加入印度支那共产党，参加反对法国殖民统治的战争，担任西南大区书记。高棉人民革命党被禁止后，他与凯密、Penn Yuth等组建合法政党人民派。1956年，与凯密、诺波潘一起重新发行报刊《人民报》（Pracheachon）。1962年被捕，原本被判处死刑，不久被减为终身监禁。1970年朗诺政变后获得特赦，农笋出狱后，加入金边近郊的共产主义势力。1971年当选柬共中央委员。
1975年4月，红色高棉占领金边后，他于5月被任命为国立银行的负责人，负责建立新的通货制度，但不久红色高棉就废除了货币制度。1976年4月，被任命为农业部部长。11月，农笋访问中国后归国，飞机在金边降落之后被立即逮捕，送往S-21监狱审问，编号为罗马数字XII，罪名为“组建柬埔寨工人党”。最初他声称自己无罪，三周以后认罪，自白称“我是在党内部啃咬出漏洞的白蚁”，随后被处决。